# 聖トマス大学 (フィリピン)
サント・トーマス大学（サント・トーマスだいがく、英: the University of Santo Tomas、サント・トマス大学とも）は、フィリピンのマニラにある私立大学。1611年、聖職者育成のためにカトリック大学として設立された。現存する大学の中ではアジア最古である。

## 歴史
1611年4月28日、マニラ大司教により設置されたカトリック学校が起源。当初はイントラムロスの中にあったが1927年に現在地に移転した。世界最大規模のカトリック系総合大学であり、これまで3人のローマ法王が訪問している。
戦時中、旧日本軍がアメリカ統治下の（厳密には暫定政府フィリピン・コモンウェルス）フィリピンに侵攻し占領する際、この大学にはイギリス人やアメリカ人の民間人を敵国人として収容するサント・トーマス収容所（英: Santo Tomas Internment Camp）が設けられた。

## 学部
神学、哲学（1611年） 法学（1734年） 医学（1871年） 文学（1896年） 工学（1907年） 教育、理学（1926年） 建築（1930年） 経済（1934年） 音楽（1945年） 看護（1946年） リハビリ（1974年） 芸術、体育（2000年）  会計（2005年） 観光（2009年） 情報（2014年） 法科大学院（2017年）

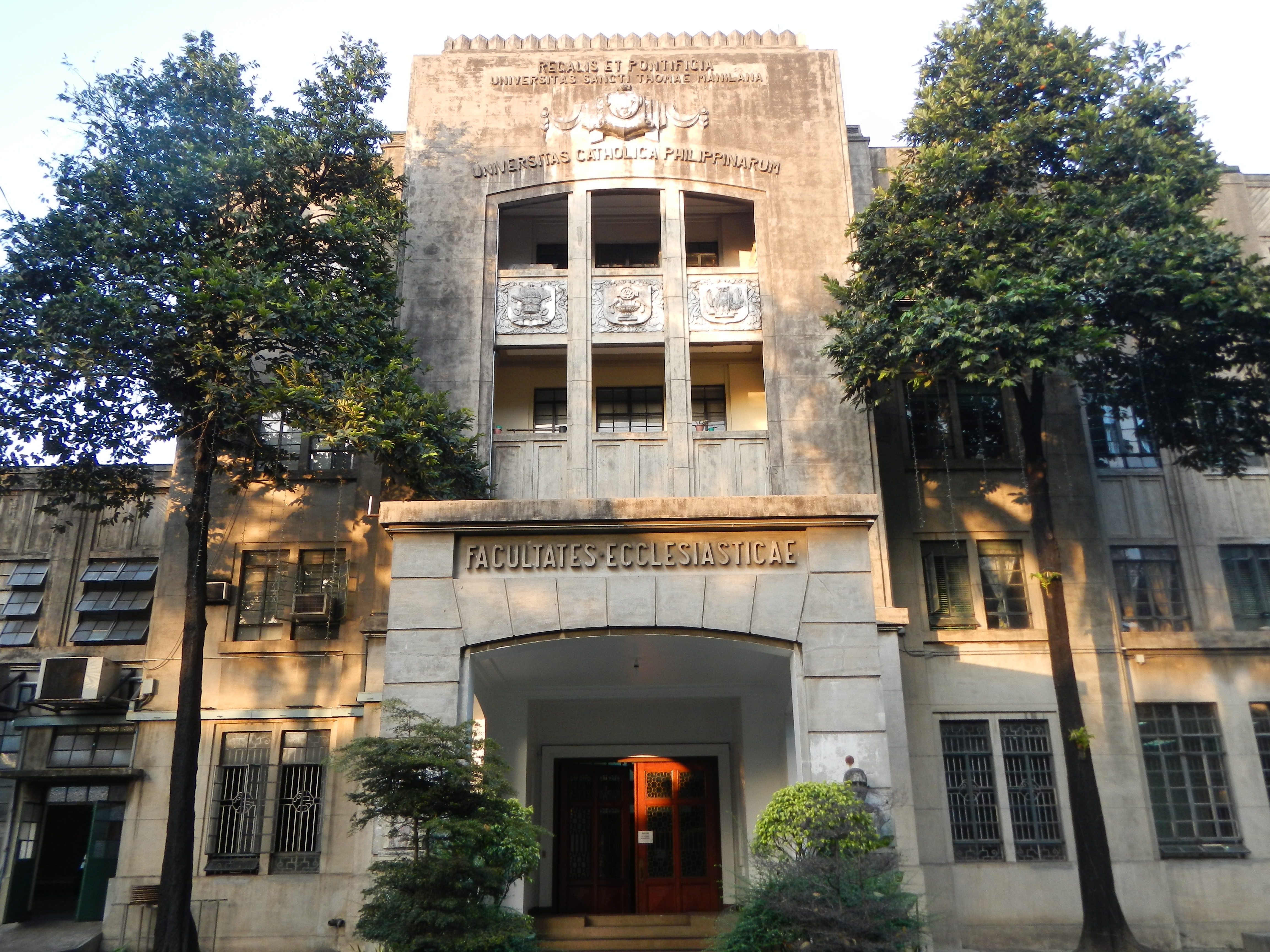
神学部
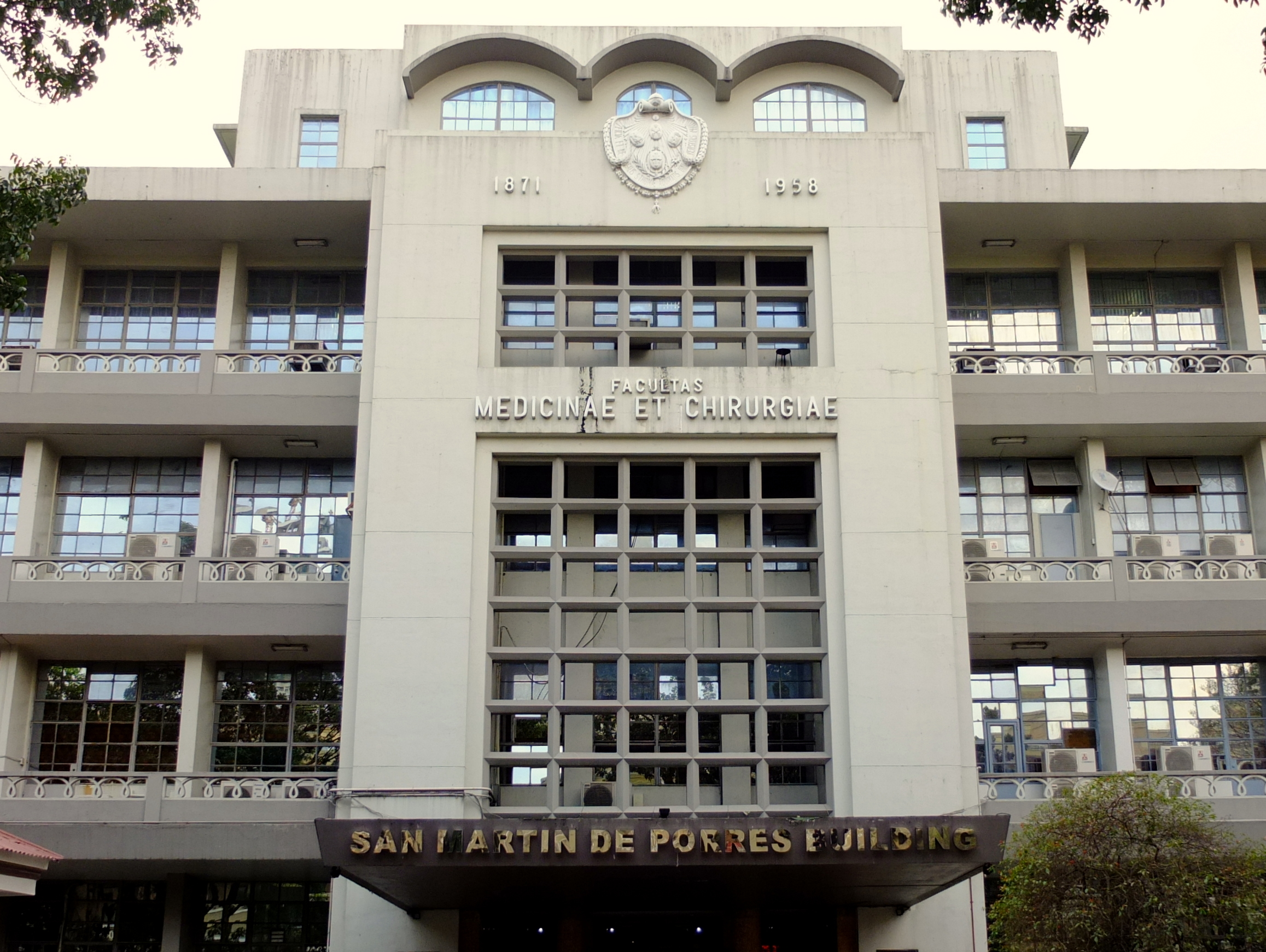
医学部
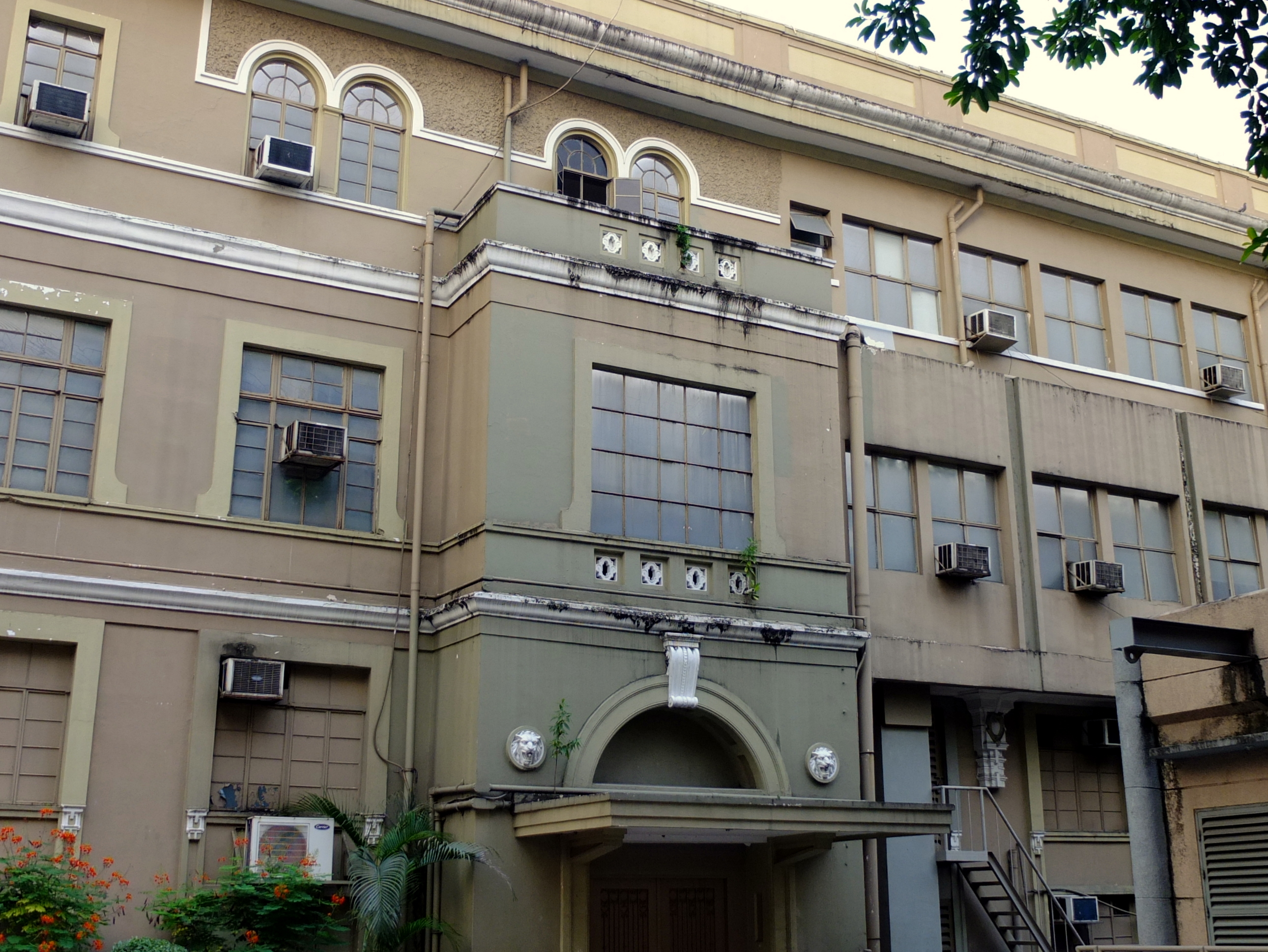
大学病院
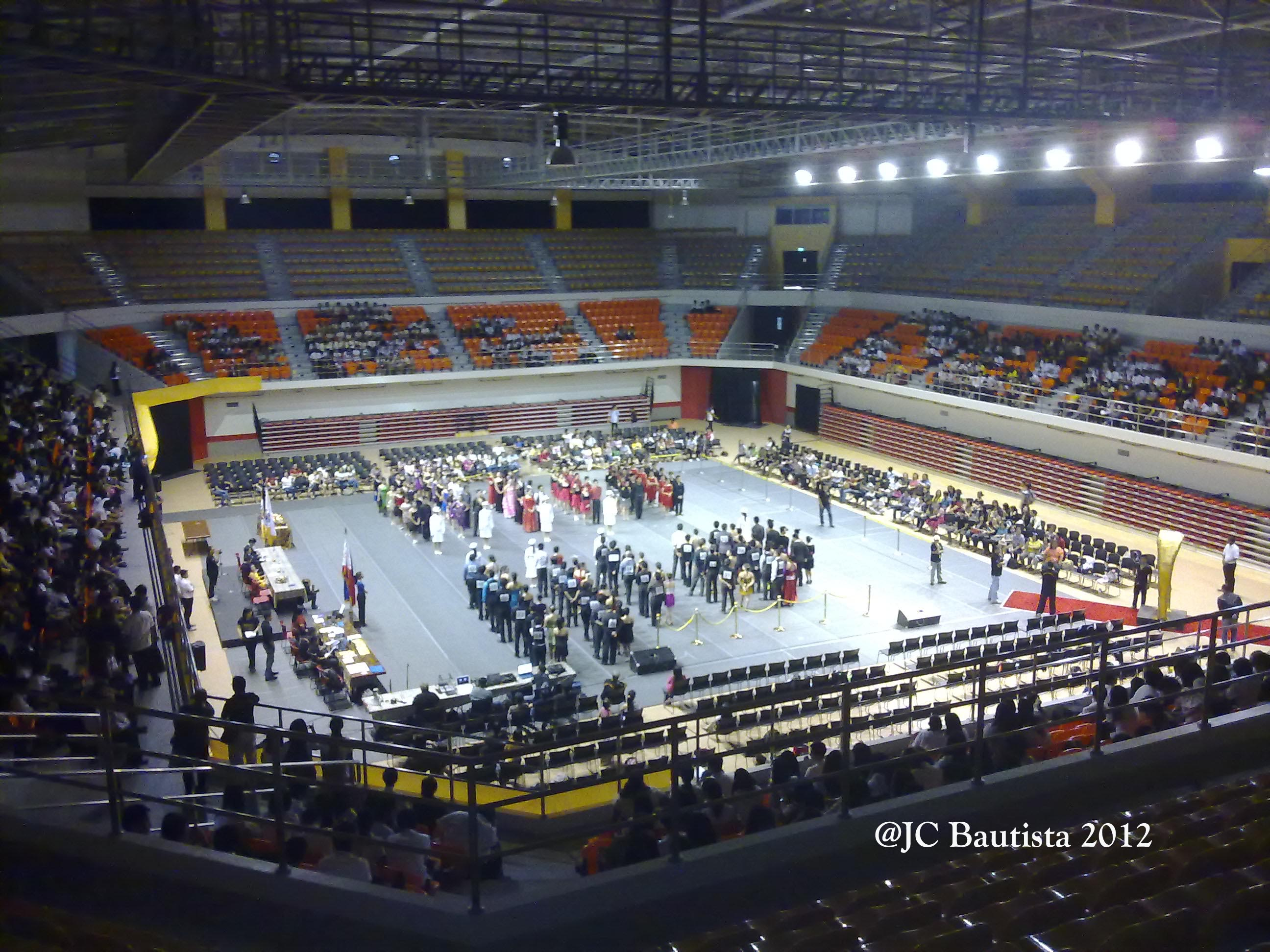
400年記念講堂
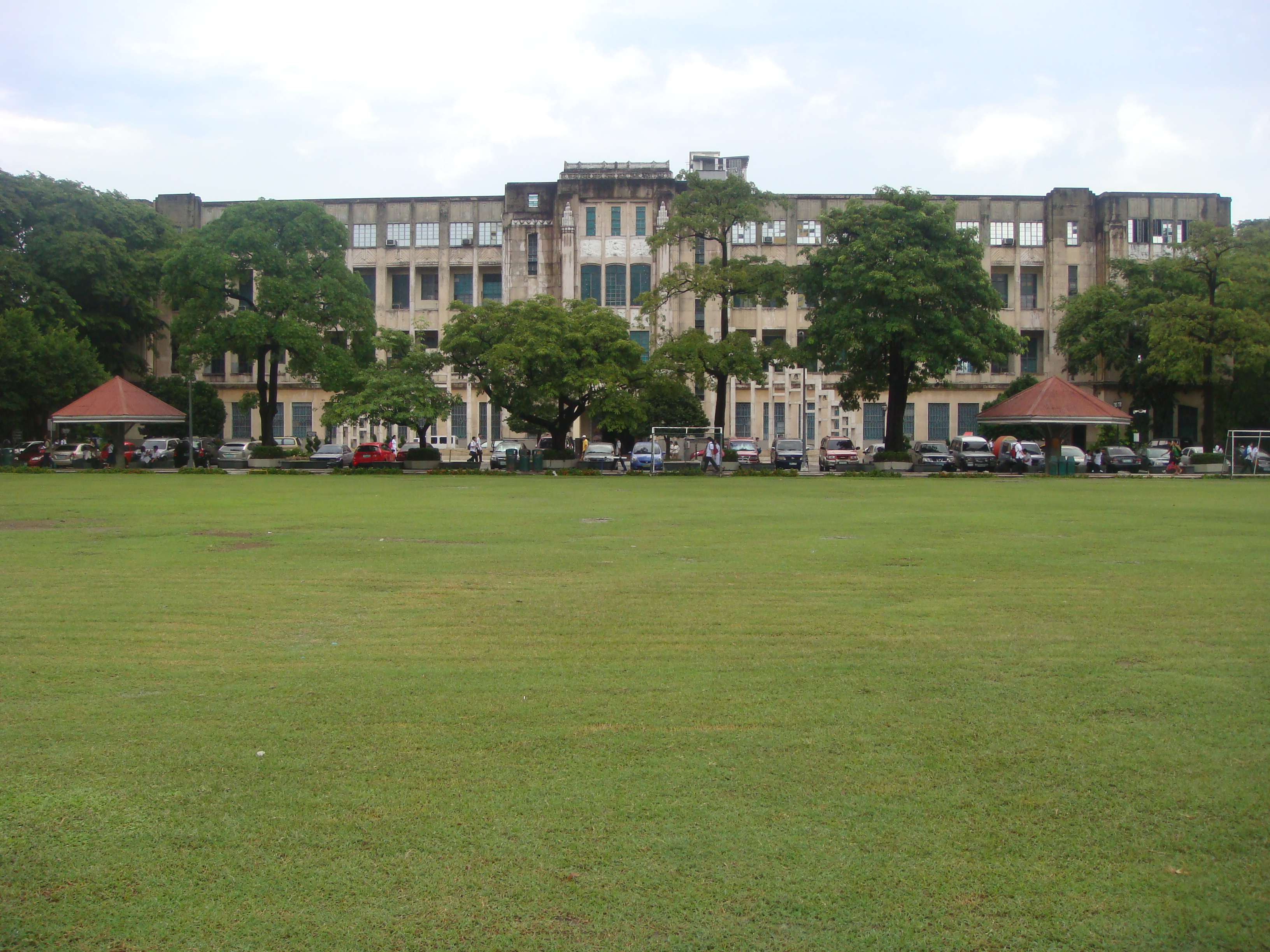
芝生広場

## 著名な卒業生
- ホセ・リサール（革命家）
- アポリナリオ・マビニ（思想家）
- セルヒオ・オスメニャ（第4代フィリピン共和国大統領）
- ディオスダド・マカパガル（第9代フィリピン共和国大統領）
- ビンセンテ・ルクバン（軍人）
- ニック・ホアキン（小説家、ジャーナリスト）
- F・シオニル・ホセ（小説家）
- 小山内宏（軍事評論家）

## 対外関係
アメリカ
- カリフォルニア・バプテスト大学
- アメリカ・カトリック大学
- ニューヨーク市立大学
- デューク大学 School of Nursing（英語）
- ケント州立大学
- オークランド大学 William Beaumont School of Medicine（英語）
- ローワン大学
- シートン・ホール大学

カナダ
- ナイアガラカレッジ
- ブリティッシュコロンビア大学

メキシコ
- モンテレイ大学

ブラジル
- リオデジャネイロ連邦大学

オーストラリア
- オーストラリアカトリック大学
- チャールズ・スタート大学
- カーティン大学

ニュージーランド
- オタゴ大学

タイ
- アサンプション大学 (タイ)
- チエンマイ大学
- チュラーロンコーン大学
- マヒドン大学
- サイアム大学
- シーナカリンウィロート大学
- タマサート大学
- Thaybay Educational Network

マレーシア
- マラヤ大学
- マレーシア国民大学

韓国
- 大邱カトリック大学校
- カトリック大学校

中国
- 復旦大学
- 澳門大学

台湾
- 国立台湾師範大学
- 中原大学
- 輔仁大学
- 高雄医学大学
- 国立中央大学
- 国立東華大学

デンマーク
- 南デンマーク大学

ドイツ
- バイロイト大学

ウクライナ
- ウクライナ・カトリック大学

イスラエル
- ヘブライ大学

## 日本における協定校
| - 千葉大学 - 東京海洋大学 - 横浜国立大学 - 新潟医療福祉大学 - 名古屋市立大学 - 岐阜大学 - 滋賀県立大学 - 京都府立医科大学 - 京都大学化学研究所 | - 総合地球環境学研究所 - 獨協医科大学 - 聖カタリナ大学 - 鳥取看護大学 - エリザベト音楽大学 - 比治山大学短期大学部 - 広島大学 - 大分大学 |  |

## 参考資料
- “History”.   University of Santo Tomas. 2014年9月21日閲覧。 （英語）